# Municipio de Burnstown
El municipio de Burnstown (en inglés, Burnstown Township) es un municipio ubicado en el condado de Brown, Minnesota, Estados Unidos. Según el censo de 2020, tiene una población de 262 habitantes.
Abarca un área exclusivamente rural.

## Geografía
Está ubicado en las coordenadas 44°14′5″N 94°55′49″O / 44.23472, -94.93028 (44.234609, -94.930376). Según la Oficina del Censo de los Estados Unidos, tiene una superficie total de 90.3 km², de la cual 89,7 km² corresponden a tierra firme y 0.4 km² son agua.

## Demografía
Según el censo de 2020, hay 262 personas residiendo en la zona. La densidad de población es de 2.9 hab./km². El 98.09 % de los habitantes son blancos, el 0.38 % es de otra raza y el 1.53% son de una mezcla de razas. Del total de la población, el 1.53 % son hispanos o latinos de cualquier raza.